# Oreophryne furu
Espèce
Oreophryne furu est une espèce d'amphibiens de la famille des Microhylidae.

## Répartition
Cette espèce est endémique de la province indonésienne de Papouasie en Nouvelle-Guinée occidentale. Elle n'est connue que dans sa localité type, près de Dabra dans le bassin du Mamberamo.

## Description
Oreophryne furu mesure entre 20 et 25 mm.

## Étymologie
Son nom d'espèce, furu, lui a été donné en référence à la rivière du même nom, petit affluent du Maberamo, mais également nom donné au camp de base de l'expédition.

## Publication originale
- Günther, Richards, Tjaturadi & Iskandar, 2009 : A new species of the microhylid frog genus Oreophryne from the Mamberamo Basin of northern Papua Province, Indonesian New Guinea. Vertebrate Zoology, vol. 59, no 2, p. 147-155 (texte intégral).